# Gordon Crosby
Gordon Crosby, född 21 mars 1927, död 3 januari 2019, var en friidrottare från Kanada. Han deltog vid olympiska sommarspelen 1952.